# První vojenské mapování

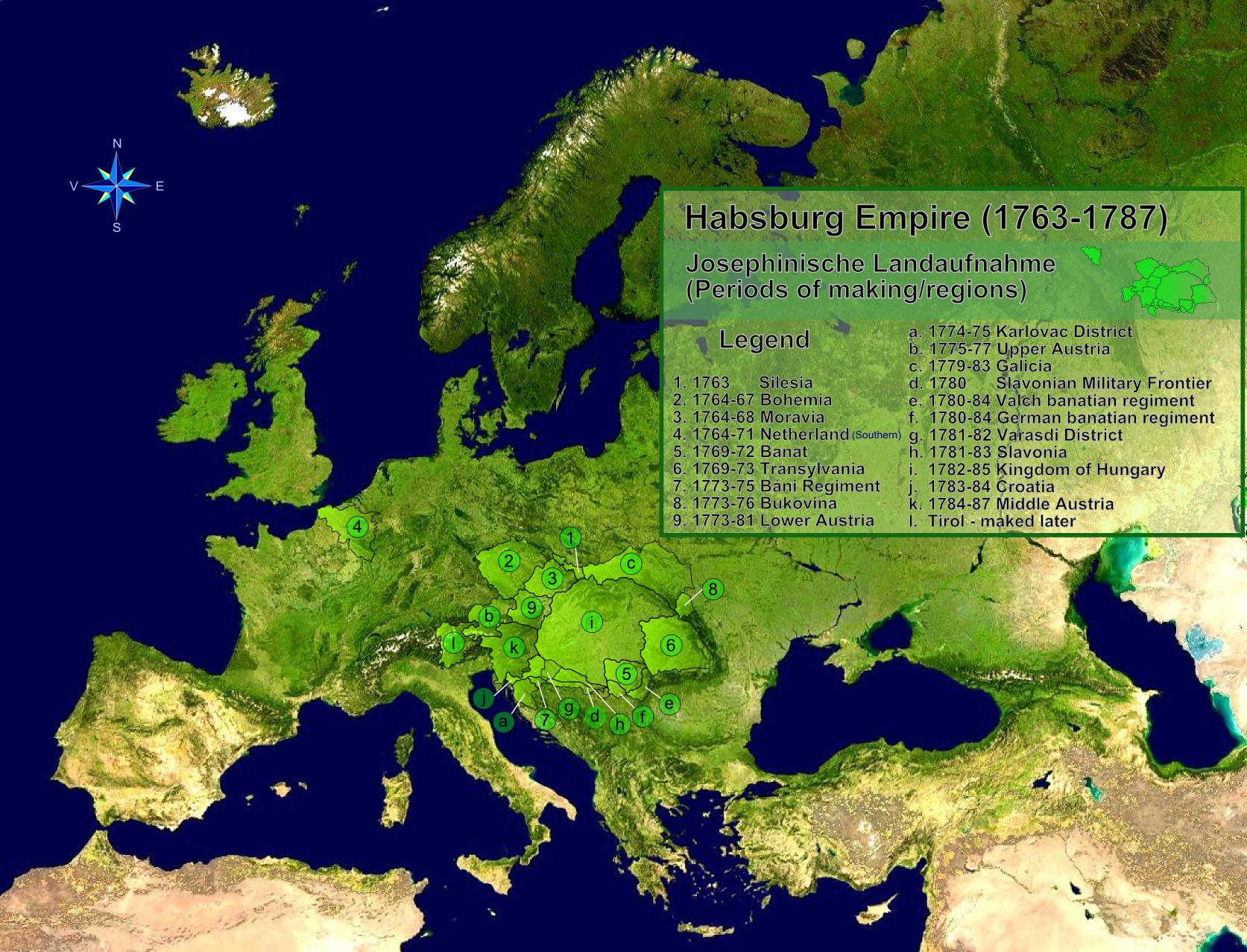
Území zmapované v rámci prvního vojenského mapování

První (též josefské, josefínské) vojenské mapování označuje mapové dílo vzniklé pro vojenské účely, které mělo jako první zachytit podobu celé habsburské monarchie – do konce 19. století vznikla tři vojenská mapování. Alternativní název je podle Josefa II. K mapování docházelo v 60. až 80. letech 18. století, přičemž výsledné mapy jsou přibližně v měřítku 1 : 28 800 (vychází ze vztahu 1 vídeňský palec : 400 vídeňským sáhům). K mapování docházelo poměrně jednoduchými prostředky, vycházelo se z dřívějších map (v případě českých zemí z Müllerova mapování), podrobnější popis byl „od oka“ doplňován důstojníky projíždějícími krajinou, triangulace byla použita až při druhém vojenském mapování.
Mapové listy jsou ručně kreslené a kolorované, originály jsou spolu s popisy krajiny uloženy v Rakouském státním archivu (Vojenský archiv).

## Vznik
V průběhu vlády Marie Terezie se ukázalo, že Müllerovo mapování je pro vojenské potřeby nedostatečné, dokonce si rakouští velitelé stěžovali, že se často dozvídají o vlastní krajině více informací z ukořistěných pruských map než z vlastních map. Proto po sedmileté válce nařídila panovnice na Daunův návrh mapování. Nejprve bylo zmapované umenšené rakouské Slezsko (již v roce 1763) a od roku 1764 byly mapovány Čechy, Morava, poté i další země monarchie (to pokračovalo až do 80. let a skončilo po nástupu Josefa II.). V 80. letech také docházelo k reambulaci alespoň těch vojensky nejohroženějších území.

## Výsledné mapy

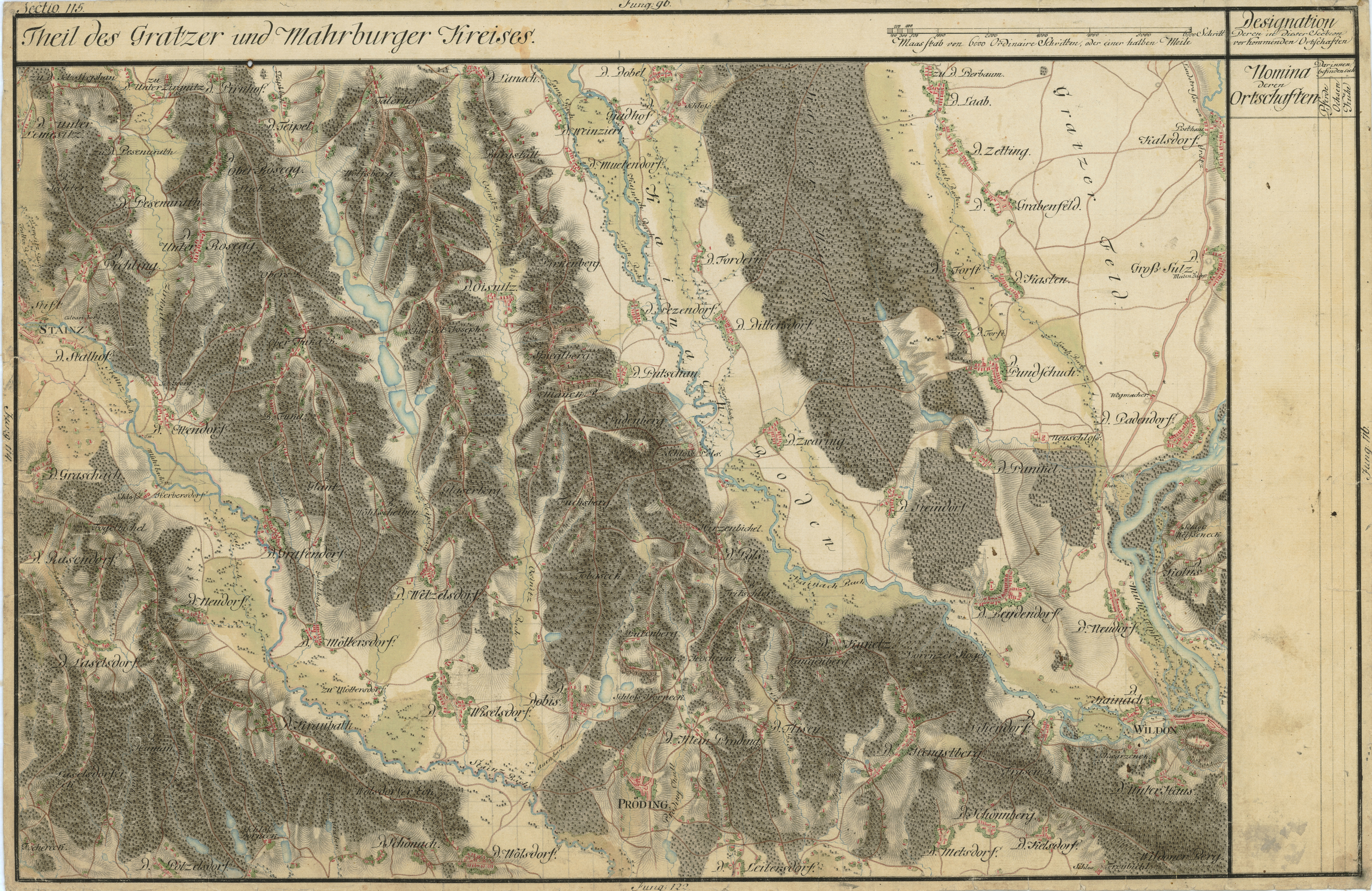
Příklad mapového listu, okolí rakouského Stainzu

Jednotlivé mapové sekce, nazývané brouillony, měly rozměry 61,8 × 40,8 cm, většinou tedy zachytily území okolo 209 km². Jako základ byla užita Müllerova mapa zvětšená na měřítko 1 : 28 800. Do map byly na základě očitého pozorování dokreslovány podrobnosti. Bylo užíváno barev: modře voda, odstíny zelené pastviny, lesy apod., šedě skály, červeně byly zaneseny zděné stavby a dálkové silnice, žlutohnědě potom cesty nižšího řádu. Výškopis byl naznačen šrafováním. Popis v mapě byl černý, vedle toho byl napravo od mapy volný sloupec, kde se mohla zapsat jména zobrazených sídel s počty obyvatel, chovaných koní, volů apod. Vedle těchto map vznikal také dosti podrobný písemný operát, který byl ovšem dlouhou dobu utajován, a ačkoliv je jeho obsah velmi důležitý (a není předmětem vojenského tajemství), nedostalo se mu adekvátního zpřístupnění.
Složením mapových sekcí vznikla Válečná mapa Království českého a odvozená Malá mapa Království českého (1 : 115 200).